# Kenth Andersson
Kenth Andersson, född 13 juli 1944 i Örebro, död 20 januari 2011 i Belgrad, var en svensk medeldistanslöpare och manager. Han kom som 18-åring från moderklubben S:t Olofs IF till Malmö AI. 
Andersson vann SM på 800 meter 1966 och 1967 samt på 1 500 meter 1966. Han deltog också i EM 1966 samt ett antal landskamper. Efter den aktiva karriären var han under många år aktiv som manager för ett flertal såväl svenska som utländska elitaktiva, däribland Wilson Kipketer.